# 70 (število)
70 (sédemdeset) je naravno število, za katero velja velja 70 = 69 + 1 = 71 - 1.

## V matematiki
- sestavljeno število.
- četrto klinasto število.
- sedmo petkotniško število {\displaystyle 70=7(3\cdot 7-1)/2\,\!}.
- sedmo Pellovo število.
- Harshadovo število.
- veselo število.
- Zumkellerjevo število.

## V znanosti
- vrstno število 70 ima iterbij (Yb).

## Drugo

### Leta
- 470 pr. n. št., 370 pr. n. št., 270 pr. n. št., 170 pr. n. št., 70 pr. n. št.
- 70, 170, 270, 370, 470, 570, 706, 770, 870, 970, 1070, 1170, 1270, 1370, 1470, 1570, 1706, 1770, 1870, 1970, 2070, 2170